# 阿耶维尔
阿耶维尔（法語：Ailleville，法語發音：[ajvil]）是法国奥布省的一个市镇，位于该省东部，属于奥布河畔巴尔区。

## 地理
阿耶维尔（48°15'10"N, 4°40'52"E）面积5.01 平方千米，位于法国大東部大區奥布省，该省份为法国中北部省份，北起马恩省，西接塞纳-马恩省，西南至约讷省，东南至科多尔省，东临上马恩省。
与阿耶维尔接壤的市镇（或旧市镇、城区）包括：阿朗蒂耶尔、奥布河畔巴尔、蒙捷昂利勒、普罗韦维尔。

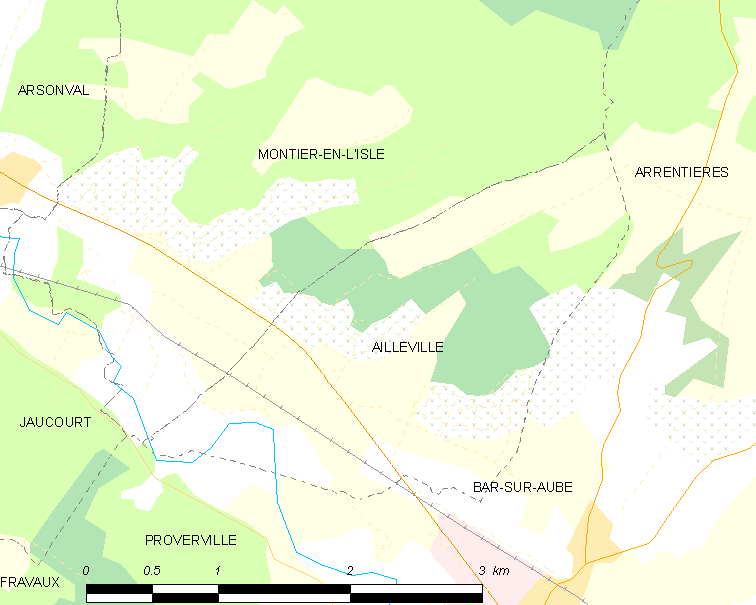
阿耶维尔的OSM定位图

阿耶维尔的时区为UTC+01:00、UTC+02:00（夏令时）。

## 行政
阿耶维尔的邮政编码为10200，INSEE市镇编码为10002。

## 政治
阿耶维尔所属的省级选区为奥布河畔巴尔县。

## 人口

1962-2008年间阿耶维尔人口变化图示

阿耶维尔于2022年1月1日时的人口数量为223人。